# Lista de chefes de Estado do México
Esta é uma lista dos presidentes do México.

## Movimento insurgente (1810-1815)

### Líder da insurgência (1810)
O movimento insurgente começou a se organizar estabelecendo Hidalgo como chefe do mesmo, com dois ministros, um de Graca e Justiça e outro chamado Secretário de Estado e Gabinete. Hidalgo estava legislando como autoridade suprema.
| Líder da insurgência | Líder da insurgência | Período                                         | Notas |
| -------------------- | -------------------- | ----------------------------------------------- | --- |
|                      | Miguel Hidalgo       | 16 de setembro de 1810 - 20 de setembro de 1810 | Em 16 de setembro de 1810, em Dolores Hidalgo, Don Miguel Hidalgo e Costilla, quando deu o Grito de Dolores, ele iniciou o ato heróico pela independência do México. Ele é considerado o Pai da Pátria. |

### Capitão General (1810)
Em 21 de setembro de 1810, Hidalgo foi aclamado e nomeado capitão-geral do movimento insurgente, uma posição que ele tinha (sob a legislação espanhola) poderes militares, mas também governo; Allende foi reconhecido ao mesmo tempo que o tenente-general.
| Capitão General | Capitão General | Capitão General | Período                                        | Notas                                                                                                 |
| --------------- | --------------- | --------------- | ---------------------------------------------- | --- |
|                 |                 | Miguel Hidalgo  | 21 de setembro de 1810 - 22 de outubro de 1810 | Em 21 de setembro de 1810, em Celaya, Hidalgo é aclamado como Capitão Geral dos Exércitos de Revolta. |

### Generalíssimo da América (1810-1811)
Um mês depois, em 22 de outubro, Hidalgo foi nomeado generalíssimo e Allende como capitão geral. Hidalgo aceitou a ideia do presbítero Francisco Severo Maldonado e ordenou a publicação do O Despertador Americano e emitiu, em 6 de dezembro, um decreto para abolir a escravidão e os impostos. Hidalgo e Allende foram capturados em 21 de março de 1811, com a mais alta autoridade em Ignacio López Rayón, que mais tarde organizaria um governo.
| Generalíssimo | Generalíssimo | Generalíssimo   | Período                                       | Notas |
| ------------- | ------------- | --------------- | --------------------------------------------- | --- |
|               |               | Miguel Hidalgo  | 22 de outubro de 1810 - 24 de janeiro de 1811 | O iniciador da independência do México, em 22 de outubro em Acámbaro, foi nomeado Generalíssimo das Américas. |
|               |               | Ignacio Allende | 24 de janeiro de 1811 - 21 de março de 1811   | Nomeado pelos militares do movimento como Generalíssimo, tirando Miguel Hidalgo deste título, com os votos a favor de Juan Aldama, Mariano Abasolo, Joaquín Arias, Rafael Iriarte e José Manuel Luévano, contra apenas a abstenção de Crisanto Giresse e Bernardo. |

### Chefe da Insurgência (1811)
| Chefe da Insurgência | Chefe da Insurgência | Chefe da Insurgência | Período                                    | Notas |
| -------------------- | -------------------- | -------------------- | ------------------------------------------ | --- |
|                      |                      | Ignacio López Rayón  | 21 de março de 1811 - 19 de agosto de 1811 | Quando Miguel Hidalgo marchou para Guadalajara e Ignacio Allende ao norte, no centro do país, Ignacio López Rayón estava encarregado da insurgência, que assumiu o cargo de Chefe da Insurgência até 21 de março de 1811 após a execução dos dois Generalíssimos. |

### Suprema Junta Nacional Americana (1811-1813)
Ignacio López Rayón convocou os líderes insurgentes para formar um conselho de administração instituído em 19 de agosto de 1811 na cidade de Zitácuaro. No entanto, essa reunião foi ofuscada pelos sucessos militares de José María Morelos no sul. A princípio, eles tentaram incorporá-lo como parte do conselho; mas acabou sendo substituído pelo Congresso de Chilpancingo, incorporando todos os seus membros como deputados.
| Junta | Junta                            | Período                                      | Nome                | Nome | Notas                                                                      |
| ----- | -------------------------------- | -------------------------------------------- | ------------------- | --- | -------------------------------------------------------------------------- |
|       | Suprema Junta Nacional Americana | 19 de agosto de 1811 - 13 de outubro de 1813 |                     | Ignacio López Rayón | Presidente do Conselho Supremo. Ele elaborou os Elementos Constitucionais. |
|       | Suprema Junta Nacional Americana | 19 de agosto de 1811 - 13 de outubro de 1813 | José María Liceaga  | Vocal. |                                                                            |
|       | Suprema Junta Nacional Americana | 19 de agosto de 1811 - 13 de outubro de 1813 | José Sixto Verduzco | Vocal. |                                                                            |
|       | Suprema Junta Nacional Americana | 19 de agosto de 1811 - 13 de outubro de 1813 | José María Morelos  | Vocal. Nomeado pelo Conselho Supremo em 19 de julho de 1812, após seus sucessos militares no sul. Morelos acusa de receber o compromisso em Tehuacán, Pue, em 4 de setembro de 1812. |                                                                            |

### Congresso de Anahuac (1813-1814)
Em 14 de setembro de 1813, este Congresso foi instalado na cidade de Chilpancingo e no dia seguinte, em 15 de setembro, ele elegeu José María Morelos como Generalíssimo das Armas Americanas nas quais, de acordo com os regulamentos do mesmo Congresso, o poder executivo insurgente caiu. Em 6 de novembro de 1813, o Congresso de Anahuac decretou formalmente a Independência da América do Norte.
| Generalísimo | Generalísimo       | Período                                        | Notas                                                               |
| ------------ | ------------------ | ---------------------------------------------- | ------------------------------------------------------------------- |
|              | José María Morelos | 15 de setembro de 1813 - 24 de outubro de 1814 | Generalíssimo das armas americanas, depositário do poder executivo. |

### Congresso Supremo do México (1814-1815)
Posteriormente, em 24 de outubro de 1814, foi promulgado o Decreto Constitucional para a Liberdade da América Mexicana, previamente sancionado pelo Congresso: a primeira constituição mexicana, que estabeleceu que o poder executivo caberia a um governo supremo, para o qual ele nomeou três membros: José María Liceaga, José María Cos e José María Morelos. Esse órgão trabalhou até Morelos ser capturado pelas tropas monarquistas em 5 de novembro de 1815. Os restos do Congresso tentaram dar continuidade ao governo insurgente ao nomear Ignacio Alas como membro do Governo Supremo, mas o general Manuel Mier y Terán finalmente o dissolveu em 15 de dezembro de 1815.
| Triunvirato                                     | Triunvirato             | Período                                       | Nome               | Nome | Notas |
| ----------------------------------------------- | ----------------------- | --------------------------------------------- | ------------------ | --- | --- |
|                                                 | Governo Supremo de 1814 | 24 de outubro de 1814 - 5 de novembro de 1815 |                    | José María Liceaga | Vocal. Presidente do Governo Supremo de 24 de outubro de 1814 a 5 de novembro de 1815                             |
|                                                 | Governo Supremo de 1814 | 24 de outubro de 1814 - 5 de novembro de 1815 | José María Morelos | Vocal. Presidente do Governo Supremo de 24 de fevereiro de 1815 até sua apreensão em 5 de novembro de 1815               | |
|                                                 | Governo Supremo de 1814 | 24 de outubro de 1814 - 5 de novembro de 1815 | José María Cos     | Vocal. | |
|                                                 | Governo Supremo de 1815 | 31 de agosto de 1815 - 15 de dezembro de 1815 |                    | Antonio Cumplido | Membro indicado em 31 de agosto de 1815 para substituir Cos. Ele serviu até o desaparecimento do governo supremo. |
| 13 de novembro de 1815 - 15 de dezembro de 1815 | Governo Supremo de 1815 |                                               | Ignacio Alas       | Membro designado em 13 de novembro de 1815 para substituir Morelos. Ele serviu até o desaparecimento do governo supremo. | |

### Comissão Executiva (1815-1816)
Após a dissolução do congresso, uma Comissão Executiva foi formada, como um triunvirato.
| Triunvirato        | Período                                        | Nome | Nome                | Notas                                                                                   |
| ------------------ | ---------------------------------------------- | ---- | ------------------- | --------------------------------------------------------------------------------------- |
| Comissão Executiva | 16 de dezembro de 1815 - 1 de dezembro de 1816 |      | Manuel Mier y Terán | Vocal. Presidente do Comitê Executivo de 16 de dezembro de 1815 a 1 de dezembro de 1816 |
| Comissão Executiva | 16 de dezembro de 1815 - 1 de dezembro de 1816 |      | Ignacio Alas        | Vocal.                                                                                  |
| Comissão Executiva | 16 de dezembro de 1815 - 1 de dezembro de 1816 |      | Antonio Cumplido    | Vocal.                                                                                  |

### Junta Subalterna Gubernativa Provisional (1815-1820)
Quando a Comissão Executiva foi dissolvida, apenas uma junta subalterna foi eleita em 21 de setembro de 1815 e denominada Junta Subalterna do Governo Provisório, também chamada pelos insurgentes como Governo Supremo Provisório do México, e que foi formada pela primeira vez como pentarquia. como triunvirato e mais tarde como uma heptarquia.
| Pentarquia                             | Período                                          | Nome | Nome                       | Notas |
| -------------------------------------- | ------------------------------------------------ | ---- | -------------------------- | --- |
| Junta Subalterna Provisória do Governo | 21 de setembro de 1815 - 21 de dezembro de 1816  |      | Manuel Muñiz               | Vocal. O Executivo foi exercido por um período de quatro meses entre os membros que tinham igual autoridade.                         |
| Junta Subalterna Provisória do Governo | 21 de setembro de 1815 - 21 de dezembro de 1816  |      | Ignacio de Ayala           | Vocal. |
| Junta Subalterna Provisória do Governo | 21 de setembro de 1815 - 21 de dezembro de 1816  |      | José Pagola                | Vocal. |
| Junta Subalterna Provisória do Governo | 21 de setembro de 1815 - 21 de dezembro de 1816  |      | Felipe Carvajal            | Vocal. |
| Junta Subalterna Provisória do Governo | 21 de setembro de 1815 - 21 de dezembro de 1816  |      | Domingo García Rojas       | Vocal. |
| Junta Subalterna Provisória do Governo | 21 de dezembro de 1816 - 22 de fevereiro de 1817 |      | Ignacio de Ayala           | Vocal. Presidente em exercício O Executivo foi exercido por um período de quatro meses entre os membros que tinham igual autoridade. |
| Junta Subalterna Provisória do Governo | 21 de dezembro de 1816 - 22 de fevereiro de 1817 |      | Antonio López de Lara      | Vocal. |
| Junta Subalterna Provisória do Governo | 21 de dezembro de 1816 - 22 de fevereiro de 1817 |      | Pedro Villaseñor           | Vocal. |
| Junta Subalterna Provisória do Governo | 21 de dezembro de 1816 - 22 de fevereiro de 1817 |      | Mariano Tercero            | Vocal. |
| Junta Subalterna Provisória do Governo | 21 de dezembro de 1816 - 22 de fevereiro de 1817 |      | José Mariano de San Martín | Vocal. |

Em 1817, o Conselho Subalterno provisório do governo foi constituído como um triunvirato.
| Triunvirato                            | Período                                         | Nome | Nome                       | Notas |
| -------------------------------------- | ----------------------------------------------- | ---- | -------------------------- | --- |
| Junta Subalterna Provisória do Governo | 22 de fevereiro de 1817 - 16 de outubro de 1817 |      | José Mariano de San Martín | Vocal. Presidente. O Executivo foi exercido por um período de quatro meses entre os membros que tinham igual autoridade. |
| Junta Subalterna Provisória do Governo | 22 de fevereiro de 1817 - 16 de outubro de 1817 |      | Ignacio de Ayala           | Vocal. |
| Junta Subalterna Provisória do Governo | 22 de fevereiro de 1817 - 16 de outubro de 1817 |      | Antonio Cumplido           | Vocal. |

Desde o final de 1817 até sua dissolução em 1820, o Conselho Subalterno do Governo Provisório foi estabelecido como uma heptarquia.
| Heptarquia                               | Período                      | Nomes | Nomes                      | Notas                                                                                          |
| ---------------------------------------- | ---------------------------- | ----- | -------------------------- | ---------------------------------------------------------------------------------------------- |
| Junta Subalterna Gubernativa Provisional | 16 de outubro de 1817 - 1820 |       | José Mariano de San Martín | Ele atuou como Presidente Vocal e também foi o editor da Gazeta do Governo Supremo Provisório. |
| Junta Subalterna Gubernativa Provisional | 16 de outubro de 1817 - 1820 |       | Ignacio de Ayala           | Vocal.                                                                                         |
| Junta Subalterna Gubernativa Provisional | 16 de outubro de 1817 - 1820 |       | Mariano Tercero            | Vocal.                                                                                         |
| Junta Subalterna Gubernativa Provisional | 16 de outubro de 1817 - 1820 |       | José Pagola                | Vocal.                                                                                         |
| Junta Subalterna Gubernativa Provisional | 16 de outubro de 1817 - 1820 |       | Mariano Sánchez Arriola    | Vocal.                                                                                         |
| Junta Subalterna Gubernativa Provisional | 16 de outubro de 1817 - 1820 |       | Pedro Villaseñor           | Vocal.                                                                                         |
| Junta Subalterna Gubernativa Provisional | 16 de outubro de 1817 - 1820 |       | Antonio Cumplido           | Vocal.                                                                                         |

### Comandante em Chefe (1820-1821)
| Comandante em Chefe | Comandante em Chefe | Período                       | Notas |
| ------------------- | ------------------- | ----------------------------- | --- |
|                     | Vicente Guerrero    | 1820 - 27 de setembro de 1821 | Quando o Conselho Subalterno do Governo Provisório foi dissolvido, ele o nomeou anteriormente como Comandante Chefe das Forças Insurgentes. |

## Primeiro Império (1821-1823)
No dia seguinte à entrada do Exército das Três Garantias na Cidade do México, o Conselho Provisório do Governo, composto por 38 pessoas, foi instalado em 28 de setembro de 1821, que, após promulgar o Ato de Independência do Império Mexicano, decidiu dividir os poderes do novo império. Dessa forma, a Audiência Real do México tornou-se o Judiciário como Tribunais, o conselho designou as tarefas do Poder Legislativo e nomeou a Regência na qual depositaria o Poder Executivo composto por Agustín de Iturbide como presidente; Juan O'Donojú como primeiro regente; e Manuel de la Bárcena, José Isidro Yáñez e Manuel Velázquez de León como segundo, terceiro e quarto regentes, respectivamente; sendo assim consumado a Independência do México.

#### Regências (1821-1822)
| Regência | Regência         | Período                                      | Membro                           | Membro                                                           | Notas                                                                     |
| -------- | ---------------- | -------------------------------------------- | -------------------------------- | ---------------------------------------------------------------- | ------------------------------------------------------------------------- |
|          | Regência de 1821 | 28 de setembro de 1821 - 11 de abril de 1822 |                                  | Agustín de Iturbide                                              | Presidente da primeira regência.                                          |
|          | Regência de 1821 | 28 de setembro de 1821 - 11 de abril de 1822 | Juan O'Donojú                    | Ele morreu em 8 de outubro de 1821                               |                                                                           |
|          | Regência de 1821 | 28 de setembro de 1821 - 11 de abril de 1822 | Manuel de la Bárcena             |                                                                  |                                                                           |
|          | Regência de 1821 | 28 de setembro de 1821 - 11 de abril de 1822 | José Isidro Yáñez                |                                                                  |                                                                           |
|          | Regência de 1821 | 28 de setembro de 1821 - 11 de abril de 1822 | Manuel Velázquez de León y Pérez |                                                                  |                                                                           |
|          | Regência de 1821 | 28 de setembro de 1821 - 11 de abril de 1822 | Antonio Pérez Martínez y Robles  | Ele substituiu Juan de O'Donojú e O'Rian em 9 de outubro de 1821 |                                                                           |
|          | Regência de 1822 | 11 de abril de 1822 - 18 de maio de 1822     |                                  | Agustín de Iturbide                                              | Presidente da segunda regência, formado em sessão secreta pelo Congresso. |
|          | Regência de 1822 | 11 de abril de 1822 - 18 de maio de 1822     | José Isidro Yáñez                |                                                                  |                                                                           |
|          | Regência de 1822 | 11 de abril de 1822 - 18 de maio de 1822     | Miguel Valentín y Tamayo         |                                                                  |                                                                           |
|          | Regência de 1822 | 11 de abril de 1822 - 18 de maio de 1822     | Manuel de Heras Soto             |                                                                  |                                                                           |
|          | Regência de 1822 | 11 de abril de 1822 - 18 de maio de 1822     | Nicolás Bravo                    |                                                                  |                                                                           |

#### Imperador (1822-1823)
| Imperador Constitucional | Imperador Constitucional | Período                                  | Consorte | Consorte         | Notas |
| ------------------------ | ------------------------ | ---------------------------------------- | -------- | ---------------- | --- |
|                          | Agustín I                | 19 de maio de 1822 - 19 de março de 1823 |          | Ana María Huarte | Ele foi proclamado Imperador pelo Congresso Constituinte, apoiado pelo povo e pelo exército. Após a descoberta de uma conspiração, Iturbide dissolveu o Congresso, o que causou tensões que levaram ao descontentamento da classe política mexicana. Pouco depois, Santa Anna proclamou a República; Iturbide restabeleceu o Congresso e abdicou diante dele. |

## Governo provisório (1823-1824)
Após a abdicação do imperador Agustín de Iturbide, o Congresso Constituinte formou um governo provisório depositado em três pessoas (um triunvirato); mas, como vários dos que estavam nomeados não estavam na capital, foram designados suplentes para ocupar seus lugares temporariamente. Esse órgão colegiado tinha uma presidência rotativa entre seus membros todos os meses.
| Triunvirato | Triunvirato             | Período                                     | Individuo               | Individuo | Notas                                                                                            |
| ----------- | ----------------------- | ------------------------------------------- | ----------------------- | --- | ------------------------------------------------------------------------------------------------ |
|             | Poder Executivo Supremo | 31 de março de 1823 - 10 de outubro de 1824 |                         | Nicolás Bravo | Presidente do Poder Executivo Supremo durante os meses de junho de 1823, abril e agosto de 1824. |
|             | Poder Executivo Supremo | 31 de março de 1823 - 10 de outubro de 1824 | Guadalupe Victoria      | Presidente do Poder Executivo Supremo durante os meses de julho e outubro de 1824.                                                                        |                                                                                                  |
|             | Poder Executivo Supremo | 31 de março de 1823 - 10 de outubro de 1824 | Pedro Celestino Negrete | Presidente do Poder Executivo Supremo de 31 de março a 30 de abril de 1823.                                                                               |                                                                                                  |
|             | Poder Executivo Supremo | 31 de março de 1823 - 10 de outubro de 1824 | José Mariano Michelena  | Suplente. Presidente do Poder Executivo Supremo durante os meses de maio, julho, outubro de 1823 e janeiro de 1824.                                       |                                                                                                  |
|             | Poder Executivo Supremo | 31 de março de 1823 - 10 de outubro de 1824 | Miguel Domínguez        | Suplente. Presidente do Supremo Poder Executivo durante os meses de agosto, novembro, 8 a 31 de dezembro de 1823, fevereiro, maio e setembro de 1824.     |                                                                                                  |
|             | Poder Executivo Supremo | 31 de março de 1823 - 10 de outubro de 1824 | Vicente Guerrero        | Substituto escolhido mais tarde. Presidente do Poder Executivo Supremo durante os meses de setembro, de 1 a 8 de dezembro de 1823, março e junho de 1824. |                                                                                                  |

## Primeira República Federal (1824-1836)
Com o Ato Constitutivo de 1824, a Primeira República Federal foi constituída e com a Constituição de 1824 o poder executivo foi depositado em um indivíduo, chamado Presidente dos Estados Unidos Mexicanos; que seria substituído na sua ausência por um vice-presidente. No mesmo documento, elementos como a proibição de reeleição contínua foram estabelecidos, mas permitindo a reeleição alternativa 4 anos após deixar o cargo, a duração de 4 anos para exercer o cargo; E um sistema eleitoral que consistia no seguinte: A legislatura de cada estado elegerá a maioria absoluta de votos para dois indivíduos, dos quais pelo menos um não será um vizinho do estado que escolher; O que obtiver a maioria dos votos permanecerá como presidente e o outro como vice-presidente, ou seja, um sistema de eleição indireta onde, quem obteve o maior número de legislaturas estaduais, obteria o cargo.
| Presidente | Presidente | Presidente                           | Período                                         | Partido                                   | Notas |
| ---------- | ---------- | ------------------------------------ | ----------------------------------------------- | ----------------------------------------- | --- |
| 1          |            | Guadalupe Victoria                   | 10 de outubro de 1824 - 31 de março de 1829     | Independiente                             | Primeiro presidente constitucional do México. Eleito em 1824. Embora o período estivesse previsto para começar em 1º de abril de 1825, por determinação do Congresso, ele começou em 10 de outubro, quando a constituição acabou de ser promulgada e o Poder Executivo Supremo cessou suas funções, das quais o próprio Victoria Ele era presidente naquela época. Portanto, seu período foi de quatro anos e cinco meses. Derrote uma tentativa de golpe do vice-presidente Nicolás Bravo. |
| 2          |            | Vicente Guerrero                     | 1 de abril de 1829 - 17 de dezembro de 1829     | Partido Liberal                           | Ele chegou após a declaração de nulidade da eleição de 1828, que Gómez Pedraza venceu, pelo qual foi presidente constitucional. Ele foi deposto pela rebelião do vice-presidente Anastasio Bustamante. Durante sua presidência, os espanhóis tentam reconquistar o México, para o qual a Batalha de Tampico é desencadeada. |
| 3          |            | José María Bocanegra                 | 17 de dezembro de 1829 - 23 de dezembro de 1829 | Partido Popular Yorkino (Partido Liberal) | Presidente interino. Designado para cobrir a licença concedida a Vicente Guerrero pelo Congresso, que marcha sem sucesso para parar a revolta do vice-presidente Bustamante; antes do triunfo do golpe, Bocanegra é forçado a renunciar. |
| —          |            | Vélez-Quintanar-Alamán (Triunvirato) | 23 de dezembro de 1829 - 31 de dezembro de 1829 | Partido Liberal                           | Pedro Vélez Presidente do Supremo Tribunal de Justiça confiou ao escritório do Poder Executivo na companhia de duas pessoas nomeadas pelo Congresso, segundo a Constituição, Luis Quintanar e Lucas Alamán, ao chegar à capital Bustamante para assumir o governo. O governo comumente chamado Triunvarato. |
| 4          |            | Anastasio Bustamante                 | 1 de janeiro de 1830 - 13 de agosto de 1832     | Partido Conservador                       | Vice-presidente responsável pelo ramo executivo. Ele toma posse como resultado da rebelião iniciada por ele contra Guerrero, que é morto um ano depois. Bustamante é acusado de ordenar o assassinato. |
| 5          |            | Melchor Múzquiz                      | 13 de agosto de 1832 - 24 de dezembro de 1832   | Partido Popular Yorkino (Partido Liberal) | Presidente interino. Nomeado para cobrir a licença solicitada por Bustamante para impedir, sem sucesso, a rebelião de Santa Anna. Renuncie ao triunfo da revolta. |
| 6          |            | Manuel Gómez Pedraza                 | 24 de dezembro de 1832 - 31 de março de 1833    | Partido Liberal                           | Presidente constitucional que, a pedido de Santa Anna, assume a posição de concluir o período que deveria ter sido o sucessor eleito de Victoria. |
| 7          |            | Valentín Gómez Farías                | 1 de abril de 1833 - 16 de maio de 1833         | Partido Liberal                           | Vice-presidente responsável pelo ramo executivo. Ele assume o cargo no início do mandato presidencial, na ausência de Santa Anna na capital. |
| 8          |            | Antonio López de Santa Anna          | 16 de maio de 1833 - 3 de junho de 1833         | Partido Liberal                           | Presidente constitucional. Ele aparece na capital para iniciar formalmente sua presidência. |
| —          |            | Valentín Gómez Farías                | 3 de junho de 1833 - 18 de junho de 1833        | Partido Liberal                           | Vice-presidente responsável pelo ramo executivo. Supõe, pela segunda vez, cobrir a licença concedida pelo Congresso a Santa Anna, que se retira para sua propriedade em Veracruz, alegando um estado de saúde precário. |
| —          |            | Antonio López de Santa Anna          | 18 de junho de 1833 - 3 de julho de 1833        | Partido Liberal                           | Presidente titular. Ele retoma a presidência no final de sua licença. |
| —          |            | Valentín Gómez Farías                | 3 de julho de 1833 - 27 de outubro de 1833      | Partido Liberal                           | Vice-presidente responsável pelo Poder Executivo. Presume pela terceira vez para cobrir a nova licença do Congresso concedida a Santa Anna. |
| —          |            | Antonio López de Santa Anna          | 27 de outubro de 1833 - 15 de dezembro de 1833  | Partido Liberal                           | Presidente titular. Ele volta a assumir a presidência pela terceira vez. |
| —          |            | Valentín Gómez Farías                | 15 de dezembro de 1833 - 24 de abril de 1834    | Partido Liberal                           | Vice-presidente responsável pelo ramo executivo. Assuma a quarta licença concedida a Santa Anna. As primeiras reformas liberais do país culminam. Ele é deposto por uma rebelião conservadora, que Santa Anna apoia. Gómez Farías se exila. |
| —          |            | Antonio López de Santa Anna          | 24 de abril de 1834 - 28 de janeiro de 1835     | Partido Conservador                       | Presidente titular. Ele volta de sua licença para assumir a presidência pela quarta vez. Apoiado por conservadores, reverta reformas liberais. |
| 9          |            | Miguel Barragán                      | 28 de janeiro de 1835 - 27 de fevereiro de 1836 | Partido Conservador                       | Presidente interino. É nomeado para cobrir a nova licença de Santa Anna. Em 23 de outubro de 1835, o regime centralista foi estabelecido. Gravemente doente, renuncie ao cargo três dias antes de falecer. |

## República Centralista (1836-1846)
As Sete Leis, constituição do regime centralista de 1836, estabeleceram nos 34 artigos da quarta lei o mecanismo de eleição presidencial; onde a Suprema Corte, o Senado e a Junta de Ministros nomeariam três candidatos cada, e a câmara baixa (deputados) escolheria entre os nove candidatos, o presidente e o vice-presidente. O ramo executivo seria depositado com um presidente que permaneceria no cargo por 8 anos com a opção de ser reeleito e com a posição inalienável. Os métodos de eleição, poderes e faculdades do presidente permaneceram idênticos nas Bases Orgânicas de 1843, com a variação da duração no período presidencial (5 anos em vez de 8).
| Presidente | Presidente | Presidente                  | Período                                         | Partido             | Notas |
| ---------- | ---------- | --------------------------- | ----------------------------------------------- | ------------------- | --- |
| 10         |            | José Justo Corro            | 27 de fevereiro de 1836 - 19 de abril de 1837   | Partido Conservador | Presidente interino. Nomeado para substituir Barragan. As Sete Leis foram promulgadas. Em resposta, o Texas declara sua independência. |
| —          |            | Anastasio Bustamante        | 19 de abril de 1837 - 18 de março de 1839       | Partido Conservador | Presidente constitucional eleito para o período de 1837-1845, de acordo com o regime das Sete Leis. Durante sua presidência, a Guerra dos Doces acontece. Movimentos federalistas em Zacatecas, San Luis Potosí, Veracruz, Yucatán e Califórnia.                                        |
| —          |            | Antonio López de Santa Anna | 18 de março de 1839 - 10 de julho de 1839       | Partido Conservador | Presidente interino. Ele detém a taxa de licença concedida a Bustamante, que luta contra surtos federalistas. |
| 11         |            | Nicolás Bravo               | 10 de julho de 1839 - 18 de julho de 1839       | Partido Conservador | Presidente interino, substituindo Santa Anna. |
| —          |            | Anastasio Bustamante        | 18 de julho de 1839 - 22 de setembro de 1841    | Partido Conservador | Presidente constitucional, reassume a presidência. |
| 12         |            | Francisco Javier Echeverría | 22 de setembro de 1841 - 10 de outubro de 1841  | Partido Conservador | Bustamante o nomeia presidente interino com a aprovação do Congresso (sendo secretário do Tesouro) desde que ele faça parte da luta contra os federalistas. Renunciou em consequência de um golpe de estado.                                                                            |
| —          |            | Antonio López de Santa Anna | 10 de outubro de 1841 - 26 de outubro de 1842   | Partido Liberal     | Presidente provisório, ele chegou à posição apoiada por Mariano Paredes com a promessa de restaurar a Constituição de 1824. Apelo a um novo Congresso Constituinte, dissolvido por Bravo. Declara a educação obrigatória entre sete e quinze anos por decreto em 26 de outubro de 1842. |
| —          |            | Nicolás Bravo               | 26 de outubro de 1842 - 14 de maio de 1843      | Partido Conservador | Santa Anna o nomeou presidente substituto com apoio do Congresso, enquanto ele se afastava do cargo. |
| —          |            | Antonio López de Santa Anna | 14 de maio de 1843 - 6 de setembro de 1843      | Partido Liberal     | Ele retomou o poder depois de finalizar sua licença, novamente como presidente provisório. |
| 13         |            | Valentín Canalizo           | 7 de setembro de 1843 - 4 de junho de 1844      | Partido Conservador | Ele assume a presidência substituta como presidente do Conselho de Estado. |
| —          |            | Antonio López de Santa Anna | 4 de junho de 1844 - 12 de setembro de 1844     | Partido Liberal     | Com o estabelecimento da nova ordem jurídica das Bases Orgânicas (1843), é eleita constitucionalmente para o período 1844-1849. |
| 14         |            | José Joaquín de Herrera     | 12 de setembro de 1844 - 21 de setembro de 1844 | Partido Liberal     | Nomeado presidente interino pela ausência de Canalizo, que estava fora da Cidade do México e não pôde receber o cargo. |
| —          |            | Valentín Canalizo           | 21 de setembro de 1844 - 6 de dezembro de 1844  | Partido Conservador | Ele assume a presidência interina como substituto de Santa Anna. Ele é capturado por rebeldes federalistas e expulso do país. |
| —          |            | José Joaquín de Herrera     | 6 de dezembro de 1844 - 30 de dezembro de 1845  | Partido Liberal     | Presidente constitucional; Ele foi colocado no poder pelos insurgentes contra Santa Anna. Durante seu período, os Estados Unidos anexaram o Texas. Herrera ordenou a organização de um exército para a guerra iminente.                                                                 |
| 15         |            | Mariano Paredes y Arrillaga | 31 de dezembro de 1845 - 28 de julho de 1846    | Partido Conservador | Presidente interino após o golpe de estado de 1845. Durante seu governo, Yucatán se declara independente e os Estados Unidos declaram guerra ao México. |
| —          |            | Nicolás Bravo               | 28 de julho de 1846 - 6 de agosto de 1846       | Partido Conservador | Presidente interino imposta após o retorno de Santa Anna, que, no entanto, não assume poder por estar em combate. |

## Segunda República Federal (1846-1853)
Com o restabelecimento da Constituição de 1824, o México adotou novamente a forma de governo federal no contexto da intervenção norte-americana no México e, portanto, os métodos de eleição e poderes de seu poder executivo. Durante esse período, o país perdeu mais da metade de seu território. No final da guerra, os conflitos entre liberais e conservadores continuaram. O período termina com a ascensão de Antonio López de Santa Anna à presidência, cargo que ocupava com traços ditatoriais.
| Presidente | Presidente | Presidente                  | Período                                         | Partido             | Notas |
| ---------- | ---------- | --------------------------- | ----------------------------------------------- | ------------------- | --- |
| 16         |            | José Mariano Salas          | 6 de agosto de 1846 - 23 de dezembro de 1846    | Partido Conservador | Presidente Provisório. Ele fez a restauração da Constituição de 1824 e convocou eleições que Antonio López de Santa Anna venceria no período de 1846 a 1850.                                                                  |
| —          |            | Valentín Gómez Farías       | 23 de dezembro de 1846 - 21 de março de 1847    | Partido Liberal     | Como vice-presidente eleito, ele assume a presidência, substituindo Santa Anna, que luta contra americanos no norte. Ele tentou financiar a guerra com a venda de bens eclesiásticos, o que desencadeia a rebelião de Polkos. |
| —          |            | Antonio López de Santa Anna | 21 de março de 1847 - 2 de abril de 1847        | Partido Liberal     | Depois de demitir Gómez Farías e prendê-lo, Santa Anna assume por alguns dias a presidência constitucional antes de liderar novamente o exército que estava lutando contra os americanos. Ele perdeu todas as batalhas.       |
| 17         |            | Pedro María Anaya           | 2 de abril de 1847 - 20 de maio de 1847         | Partido Liberal     | Assuma como interino, mas deixa o posto para ir para a linha de frente. |
| —          |            | Antonio López de Santa Anna | 20 de maio de 1847 - 16 de setembro de 1847     | Partido Liberal     | Ele retoma a presidência, mas renuncia quando as tropas americanas tomam a Cidade do México. |
| 18         |            | Manuel de la Peña y Peña    | 16 de setembro de 1847 - 13 de novembro de 1847 | Partido Conservador | Nomeado substituto, ele muda o governo federal para Querétaro e inicia negociações de paz com os Estados Unidos. |
| —          |            | Pedro María Anaya           | 13 de novembro de 1847 - 8 de janeiro de 1848   | Partido Liberal     | Presidente interino. |
| —          |            | Manuel de la Peña y Peña    | 8 de janeiro de 1848 - 2 de junho de 1848       | Partido Conservador | Ele retorna como presidente substituto para concluir as negociações de paz e a assinatura do Tratado de Guadalupe Hidalgo. |
| —          |            | José Joaquín de Herrera     | 2 de junho de 1848 - 15 de janeiro de 1851      | Partido Liberal     | Após a restituição da ordem jurídica da magna Carta de 1824, Herrera é eleito presidente constitucional, seu mandato de três anos foi o primeiro a fechar pacificamente a entrega do poder desde 1829.                        |
| 19         |            | Mariano Arista              | 15 de janeiro de 1851 - 5 de janeiro de 1853    | Partido Liberal     | Presidente constitucional. Renunciou após a insurreição santannista do Plano Hospício. |
| 20         |            | Juan Bautista Ceballos      | 6 de janeiro de 1853 - 8 de fevereiro de 1853   | Partido Liberal     | Presidente interino. |
| 21         |            | Manuel María Lombardini     | 8 de fevereiro de 1853 - 20 de abril de 1853    | Partido Conservador | Ele assumiu como presidente provisório, enquanto Santa Anna chegou à capital. |

### Ditadura (1853-1855)
A última estadia de Santa Anna na presidência do México foi marcada pelas características ditatoriais com as quais ele exerceu o poder. Nesta ocasião, Santa Anna se autodenominou Sua Alteza Serena e restaurou as Sete Leis Centralistas.
| Presidente | Presidente | Presidente                  | Período                                    | Notas |
| ---------- | ---------- | --------------------------- | ------------------------------------------ | --- |
| —          |            | Antonio López de Santa Anna | 20 de abril de 1853 - 12 de agosto de 1855 | O hino nacional mexicano é oficializado. Sob seu governo, é assinado o Tratado de La Mesilla, pelo qual ele vendeu parte do norte de Sonora e Chihuahua para os Estados Unidos. |

## A Reforma (1855-1867)
O período da Reforma foi marcado pelos conflitos pelos quais os liberais se impuseram aos conservadores do século XIX. Isso cobre a Revolução Ayutla, que levou à conclusão da ditadura de Santa Anna; a Guerra da Reforma, o estabelecimento do Segundo Império Mexicano e a resistência republicana liderada por Benito Juárez.
| Presidente | Presidente | Presidente             | Período                                        | Partido             | Notas |
| ---------- | ---------- | ---------------------- | ---------------------------------------------- | ------------------- | --- |
| 22         |            | Martín Carrera         | 12- de agosto de 1855 - 12 de setembro de 1855 | Partido Conservador | Presidente interino nomeado em substituição de Santa Anna após a revolta de Ayutla. Renúncia de não ser capaz de conciliar as posições de conservadores e liberais.                                                                                           |
| 23         |            | Rómulo Díaz de la Vega | 12 de setembro de 1855 - 3 de outubro de 1855  | Partido Conservador | Ele assumiu o poder executivo de fato como chefe militar da capital. |
| 24         |            | Juan Álvarez           | 4 de outubro de 1855 - 11 de dezembro de 1855  | Partido Liberal     | Presidente interino nomeado por um conselho insurgente em Cuernavaca. Algumas das leis de reforma são promulgadas. |
| 25         |            | Ignacio Comonfort      | 11 de dezembro de 1855 - 21 de janeiro de 1858 | Partido Liberal     | Presidente interino após a renúncia de Álvarez, em cujo gabinete ele ocupou o Ministério da Guerra. Após a promulgação da Constituição de 1857, ele é constitucionalmente eleito e assume 1º de dezembro de 1857. Seu governo conclui com um golpe de estado. |

#### Presidente reconhecido pelos liberais durante a Guerra da Reforma
Após a promulgação da constituição de 1857, buscou-se a implementação de um método de eleição mais democrático no México, para o qual a distância entre o povo e seus representantes foi reduzida. A lei eleitoral implementou a eleição universal e indireta de primeiro grau, com voto público e maioria relativa nas eleições primárias, secretas e absolutas para as eleições secundárias. As eleições primárias aconteceriam no último domingo de junho, eles teriam a oportunidade de votar em todos os cidadãos do sexo masculino acima de 21 anos, se fossem solteiros, e acima de 18 se casados. Eles elegeram os membros do colégio eleitoral que teriam direito de voto nas eleições secundárias, que seriam realizadas na segunda-feira seguinte ao segundo domingo de julho, no caso da eleição do presidente. O colégio eleitoral em 1857 era composto por 80 eleitores, de cada um dos 155 distritos eleitorais em que o país estava dividido, jogando um total de 12.400 eleitores em potencial.
| Presidente | Presidente | Presidente    | Período                                     | Partido         | Notas |
| ---------- | ---------- | ------------- | ------------------------------------------- | --------------- | --- |
| 26         |            | Benito Juárez | 21 de janeiro de 1858 - 18 de julho de 1872 | Partido Liberal | Atua de forma provisória após a renúncia de Comonfort, na qualidade de presidente do Supremo Tribunal de Justiça. Ele não é reconhecido pelos conservadores, que apoiam o Plano Tacubaya e nomeiam Zuloaga como presidente. Após o fim da Guerra da Reforma, é eleito constitucionalmente para o período de 1861 a 1865. O mesmo foi prorrogado por causa da Intervenção Francesa, até a República ser restaurada. |

#### Presidentes reconhecidos pelos conservadores durante a Guerra da Reforma
O Plano Tacubaya proclamado pelos conservadores contra o governo liberal foi apoiado em primeira instância pelo Presidente Ignacio Comonfort. No entanto, os conservadores não deram as boas-vindas ao presidente em negociações paralelas com os liberais e o ignoraram em 11 de janeiro de 1858. Nos termos da Constituição de 1857, que aboliu o cargo de vice-presidente, presidente do Supremo O Tribunal de Justiça da Nação deve ocupar a presidência interina do país. Assim, Benito Juárez se tornou presidente sem voto popular. Como o Plano Tacubaya desconhecia a Constituição de 1857, os conservadores nomearam presidentes interinos. No contexto da guerra, o governo juarista deixou a Cidade do México e os conservadores se estabeleceram na capital.
| Presidente | Presidente | Presidente              | Período                                        | Partido             | Notas |
| ---------- | ---------- | ----------------------- | ---------------------------------------------- | ------------------- | --- |
| 27         |            | Félix María Zuloaga     | 23 de janeiro de 1858 - 24 de dezembro de 1858 | Partido Conservador | Nomeado presidente interino como Chefe do Exército de Regeneração para a modificação do Plano Tacubaya. |
| 28         |            | Manuel Robles Pezuela   | 24 de dezembro de 1858 - 21 de janeiro de 1859 | Partido Conservador | Presidente Provisório |
| —          |            | José Mariano Salas      | 21 de janeiro de 1859 - 2 de fevereiro de 1859 | Partido Conservador | Presidente Provisório. Ele disputou a presidência de Zuloaga. |
| 29         |            | Miguel Miramón y Tarelo | 2 de fevereiro de 1859 - 13 de agosto de 1860  | Partido Conservador | Ele ocupou o cargo de presidente substituto. |
| 30         |            | José Ignacio Pavón      | 13 de agosto de 1860 - 15 de agosto de 1860    | Partido Conservador | Como presidente do Supremo Tribunal de Justiça a serviço dos conservadores, ele ocupou a presidência interina para entregá-lo novamente a Miramón. Após esse ato, ele retornou à corte, onde partiu durante o governo de Juarez. |
| —          |            | Miguel Miramón          | 15 de agosto de 1860 - 24 de dezembro de 1860  | Partido Conservador | Presidente interino. |

Os conservadores foram derrotados definitivamente na Batalha de Calpulalpan em 22 de dezembro de 1860 e em 1 de janeiro de 1861 os liberais recuperaram a capital. Os remanescentes das milícias conservadoras continuaram lutando durante parte de 1861.

## Junta Superior do Governo
JJunta Superior do Governo, conhecida como "Os notáveis" ou "Conselho dos 35".
| Período                                   | Membro | Membro         | Notas               |
| ----------------------------------------- | ------ | -------------- | ------------------- |
| 21 de junho de 1863 - 10 de julho de 1863 |        | Teodosio Lares | Titular de la Junta |

## Segundo Império (1863-1867)
Em 1863, os conservadores decidiram enviar uma representação à Europa para oferecer a coroa do Império Mexicano a Maximiliano de Habsburgo, arquiduque da Áustria. Após algumas negociações, Maximiliano e sua esposa Carlota da Bélgica, aceitaram a oferta e viajaram para o México. O segundo império mexicano durou de 1863 a 1867 e foi apoiado pelo exército conservador mexicano e pelo exército francês com legiões voluntárias da Áustria-Hungria e Bélgica.

#### Regência (1863-1864)
| Regência | Regência         | Período                                   | Membro                       | Membro                  | Notas |
| -------- | ---------------- | ----------------------------------------- | ---------------------------- | ----------------------- | --- |
|          | Regência de 1863 | 11 de julho de 1863 - 10 de abril de 1864 |                              | Juan Nepomuceno Almonte | Filho de José María Morelos e sucessor de Félix María Zuloaga como Chefe Supremo da Nação ao lado dos conservadores, Almonte serviu como regente na companhia do General José Mariano Salas e do arcebispo do México, Pelagio Antonio de Labastida. |
|          | Regência de 1863 | 11 de julho de 1863 - 10 de abril de 1864 | José Mariano Salas           |                         | |
|          | Regência de 1863 | 11 de julho de 1863 - 10 de abril de 1864 | Pelagio Antonio de Labastida |                         | |

#### Imperador (1864-1867)
| Imperador | Imperador     | Período                                  | Consorte | Consorte           | Notas |
| --------- | ------------- | ---------------------------------------- | -------- | ------------------ | --- |
|           | Maximiliano I | 10 de abril de 1864 - 15 de maio de 1867 |          | Carlota da Bélgica | Maximiliano e Carlota exerceram o governo no México durante o período indicado, mas não foram reconhecidos pela resistência republicana liderada por Benito Juárez. Maximiliano foi baleado na colina dos Sinos (Querétaro) em 19 de junho de 1867, e Carlota, que havia partido para a Europa em busca de apoio ao Império, permaneceu na Bélgica até sua morte em 1927. |

## República Restaurada (1867-1876)
O presidente liberal Benito Juárez conseguiu a restauração da república após a retirada do exército francês e o tiroteio do imperador Maximiliano e conservadores mexicanos como Miguel Miramón e Tomás Mejía.
| Presidente | Presidente | Presidente                | Período                                        | Partido                          | Notas |
| ---------- | ---------- | ------------------------- | ---------------------------------------------- | -------------------------------- | --- |
| —          |            | Benito Juárez             | 15 de maio de 1867 - 18 de julho de 1872       | Partido Liberal                  | Juarez governou ininterruptamente de 1858 a 1872, a data marcada para o início desta linha corresponde à Restauração da República. Após a restauração da república, ele foi reeleito pelos períodos 1867-1871 e 1871-1875 que não terminaram. |
| 31         |            | Sebastián Lerdo de Tejada | 18 de julho de 1872 - 20 de novembro de 1876   | Partido Republicano Progressista | Ele assume a presidência como interino quando Benito Juárez morre, na qualidade de presidente do Supremo Tribunal de Justiça da Nação. Ele convocou eleições, as quais venceu, e agora assumiu como constitucionais para o período 1872-1876. Ele então tentou ser reeleito em 1876, mas finalmente renunciou à rebelião de Tuxtepec, 11 dias antes de terminar e iniciar seu segundo mandato. |
| 32         |            | José María Iglesias       | 26 de outubro de 1876 - 28 de novembro de 1876 | Partido Liberal                  | Ele assume como presidente do Supremo Tribunal. Quando Lerdo de Tejada se exilou em 20 de novembro, ele se tornou presidente constitucional interino. |

## Porfiriato (1876-1911)
| Presidente | Presidente | Presidente             | Período                                          | Partido                                                                    | Notas |
| ---------- | ---------- | ---------------------- | ------------------------------------------------ | -------------------------------------------------------------------------- | --- |
| 33         |            | Porfirio Díaz          | 28 de novembro de 1876 - 6 de dezembro de 1876   | Partido Liberal                                                            | Ele assumiu de fato como encarregado do poder executivo ser posteriormente eleito presidente da República, com base no Plano Tuxtepec, depois de ignorar Iglesias.                                        |
| 34         |            | Juan Nepomuceno Méndez | 6 de dezembro de 1876 - 16 de fevereiro de 1877  | Partido Liberal                                                            | Ele assumiu como presidente interino depois de ser nomeado por Porfirio Díaz, ignorando Iglesias. |
| —          |            | Porfirio Díaz          | 17 de fevereiro de 1877 - 30 de novembro de 1880 | Partido Liberal                                                            | Ele voltou a assumir a presidência interina em 17 de fevereiro, antes de ser eleito presidente constitucional, condição que assumiu em 5 de maio.                                                         |
| 35         |            | Manuel González        | 1 de dezembro de 1880 - 30 de novembro de 1884   | Partido Liberal                                                            | Presidente constitucional. Ele promoveu a criação da Ferrovia Central do México e concedeu a criação da primeira rede de telégrafos do país. Em 1884, é fundado o Banco Nacional do México, hoje Banamex. |
| —          |            | Porfirio Díaz          | 1 de dezembro de 1884 - 25 de maio de 1911       | União Liberal, Círculo Nacional Porfirista, Partido Reelecionista Nacional | Depois de retornar à presidência, ele seria reeleito sucessivamente em 1888, 1892, 1896, 1900, 1904 (o período de seis anos foi estabelecido) e 1910.                                                     |

## Revolução (1911-1928)
| Presidente | Presidente | Presidente                 | Período                                         | Partido                             | Notas |
| ---------- | ---------- | -------------------------- | ----------------------------------------------- | ----------------------------------- | --- |
| 36         |            | Francisco León de la Barra | 25 de maio de 1911 - 6 de novembro de 1911      | Independente                        | Partido Trabalhista Mexicano |
| 37         |            | Francisco I. Madero        | 6 de novembro de 1911 - 19 de fevereiro de 1913 | Partido Constitucional Progressista | Vencedor das eleições extraordinárias de 1911 com 99,27% dos votos. Seu governo terminou com um golpe militar, onde ele foi forçado a renunciar junto com seu vice-presidente José María Pino Suárez. Quando foram transferidos para a prisão, foram mortos. |
| 38         |            | Pedro Lascuráin Paredes    | 19 de fevereiro de 1913                         | Partido Constitucional Progressista | Pelo ministério da lei, como a presidência e a vice-presidência estavam vagas, a posição deveria recair sobre os membros do gabinete. Lascurain assumiu como interino por ser o secretário de Relações Exteriores. Ele nomeou Huerta como secretário do Interior e apresentou sua renúncia, tudo em menos de 45 minutos, legalizando o golpe. |
| 39         |            | Victoriano Huerta          | 19 de fevereiro de 1913 - 15 de julho de 1914   | Independente                        | Ele chegou à presidência após o golpe contra Madero. Iniciou uma ditadura militar e dissolve o Congresso da União; Além disso, vários deputados e funcionários públicos foram mortos. |
| 40         |            | Francisco Carvajal         | 15 de julho de 1914 - 13 de agosto de 1914      | Independente                        | Presidente interino. Ele capitulou pelos tratados de Teoloyucan com as forças armadas opostas a Huerta. |
| 41         |            | Eulalio Gutiérrez          | 6 de novembro de 1914 - 16 de janeiro de 1915   | Congressista                        | Nomeado presidente interino da Convenção de Aguascalientes. Renúncia antes da chegada dos villistas à Cidade do México. |
| 42         |            | Roque González Garza       | 16 de janeiro de 1915 - 10 de junho de 1915     | Congressista                        | Nomeado presidente interino da Convenção de Aguascalientes. Ele procurou, sem sucesso, a reconciliação das facções revolucionárias. |
| 43         |            | Francisco Lagos Cházaro    | 10 de junho de 1915 - 10 de outubro de 1915     | Congressista                        | Nomeado presidente interino da Convenção de Aguascalientes. O governo se muda para Toluca por instrução da Convenção e finalmente renuncia. |
| 44         |            | Venustiano Carranza        | 13 de agosto de 1914 - 21 de maio de 1920       | Partido Liberal Constitucionalista  | Ele assumiu o governo como Primeiro Chefe do Exército Constitucionalista, exercendo o executivo de fato entre 13 de agosto de 1914 e 30 de abril de 1917. Em 1º de maio, assumiu a posição constitucionalmente, sendo o primeiro a ser eleito por sufrágio direto, e também o primeiro da recém-promulgada Carta Magna. Ele ignorou os governos que emanavam da Convenção de Aguascalientes (Gutiérrez, González Garza e Lagos Cházaro). Pressionado por seus oponentes, ele deixou a Cidade do México e foi morto na tentativa de fugir para Veracruz. |
| 45         |            | Adolfo de la Huerta Marcor | 1 de junho de 1920 - 30 de novembro de 1920     | Partido Liberal Constitucionalista  | Ele ocupa a presidência substituta de acordo com o Plano Agua Prieta. Reorganiza o governo, alcança a paz interna e pede eleições gerais para renovar o poder executivo e legislativo. |
| 46         |            | Álvaro Obregón             | 1 de dezembro de 1920 - 30 de novembro de 1924  | Partido Trabalhista Mexicano        | Presidente constitucional. Em 1922, apoia as missões culturais do então Secretário da Educação, José Vasconcelos. |
| 47         |            | Plutarco Elías Calles      | 1 de dezembro de 1924 - 30 de novembro de 1928  | Partido Trabalhista Mexicano        | As reformas constitucionais são realizadas estendendo o mandato presidencial para seis anos. Aprova leis que limitam a liberdade de culto, iniciando a Guerra de Cristero. |

## Maximato (1928-1934)
| Presidente | Presidente | Presidente               | Período                                        | Partido | Notas |
| ---------- | ---------- | ------------------------ | ---------------------------------------------- | --- | --- |
| 48         |            | Emilio Portes Gil        | 1 de dezembro de 1928 - 5 de fevereiro de 1930 | Partido Trabalhista Mexicano O Partido Revolucionário Nacional foi fundado três meses depois que ele assumiu a presidência. | Presidente interino após o assassinato de Álvaro Obregón, eleito para o período de 1928 a 1934. Durante seu governo foi fundado o Partido Nacional Revolucionário (PNR), a autonomia foi dada à Universidade Nacional do México, enfrentou a rebelião Escobarista e concluiu o conflito cristero. |
| 49         |            | Pascual Ortiz Rubio      | 5 de fevereiro de 1930 - 2 de setembro de 1932 | Partido Nacional Revolucionário                                                                                             | Vencedor das extraordinárias eleições de 17 de novembro de 1929. Em 2 de setembro de 1932, um dia após o II relatório presidencial, Ortiz Rubio apresentou sua renúncia sob a acusação de que algumas pessoas não o deixaram exercer seus poderes constitucionais de Primeiro Presidente.         |
| 50         |            | Abelardo Rodríguez Luján | 3 de setembro de 1932 - 30 de novembro de 1934 | Partido Nacional Revolucionário                                                                                             | Presidente Substituto após a renúncia de Pascual Ortiz Rubio. É promulgada uma reforma anti-eleitoral, que impede a reeleição imediata de todos os cargos de eleição popular e o salário mínimo. O Banobras é fundado e inaugura o Palácio de Belas Artes.                                        |

## Presidências sexenais (desde 1934)

### Século XX
| Presidente | Presidente | Presidente                | Período                                        | Partido                              | Notas |
| ---------- | ---------- | ------------------------- | ---------------------------------------------- | ------------------------------------ | --- |
| 51         |            | Lázaro Cárdenas del Río   | 1 de dezembro de 1934 - 30 de novembro de 1940 | Partido Nacional Revolucionario      | Nacionalizou a indústria do petróleo, fundou o PEMEX, o Instituto Politécnico Nacional e o Instituto Nacional de Antropologia e História. O Partido da Revolução Mexicana (PRM) é criado a partir do PNR e o Partido de Ação Nacional é fundado. Ele deu asilo aos refugiados da guerra civil espanhola, bem como ao ideólogo comunista Leon Trotsky.                                                                                             |
| 52         |            | Manuel Ávila Camacho      | 1 de dezembro de 1940 - 30 de novembro de 1946 | Partido da Revolução Mexicana        | Ele começou seu mandato com acusações de fraude eleitoral. Durante seu mandato, o IMSS e o INC foram criados, negociaram o produto da dívida externa das nacionalizações de Lázaro Cárdenas. O México entrou na Segunda Guerra Mundial enviando a Força Aérea Expedicionária Mexicana. Em 18 de janeiro de 1946, ele criou o Partido Revolucionário Institucional (PRI) do PRM.                                                                   |
| 53         |            | Miguel Alemán Valdés      | 1 de dezembro de 1946 - 30 de novembro de 1952 | Partido Revolucionário Institucional | Ele concedeu o voto de mulheres nas eleições municipais. Sua política era de tendência nacionalista, impulsionou sem sucesso a industrialização pela substituição de importações antes do aumento da inflação. Aumento dos gastos públicos para impulsionar a economia e diminuição dos gastos sociais designados. Ele promoveu uma política anticomunista com a eliminação da esquerda sindical e a purificação do PRI.                          |
| 54         |            | Adolfo Ruiz Cortines      | 1 de dezembro de 1952 - 30 de novembro de 1958 | Partido Revolucionário Institucional | Ele continuou com a política nacionalista. Ele concedeu o voto universal para as mulheres. O rápido crescimento econômico fez com que a inflação continuasse aumentando, razão pela qual o desenvolvimento estabilizador foi elevado, interrompendo a inflação e permitindo que o valor da moeda fosse fixado em US $ 12,50 pesos por dólar. Em 1958, ele enfrentou o conflito agrário, a greve dos professores e a ferrovia.                     |
| 55         |            | Adolfo López Mateos       | 1 de dezembro de 1958 - 30 de novembro de 1964 | Partido Revolucionário Institucional | Ele reafirmou o uso da doutrina Estrada antes da revolução cubana. O conflito entre Chamizal e os Estados Unidos terminou favoravelmente para o México. Nacionalizou a indústria elétrica, criou o ISSSTE e a Comissão Nacional de Livros Livres. A inflação diminuiu e atingiu taxas de crescimento anual de 6%. |
| 56         |            | Gustavo Díaz Ordaz        | 1 de dezembro de 1964 - 30 de novembro de 1970 | Partido Revolucionário Institucional | Ele promoveu o não-intervencionismo e condenou a ocupação americana da República Dominicana. Durante seu mandato, os Jogos Olímpicos de 1968 e a Copa do Mundo de Futebol de 1970 foram realizados no México. Seu governo foi criticado como autoritário pelo movimento 68, reprimido dez dias antes do início dos Jogos Olímpicos no Massacre de Tlatelolco.                                                                                     |
| 57         |            | Luis Echeverría           | 1 de dezembro de 1970 - 30 de novembro de 1976 | Partido Revolucionário Institucional | Buscou uma reconciliação com antigos dissidentes do movimento de 1968, porém em 10 de junho de 1971, ocorre mais uma repressão contra estudantes. Fato que ficou conhecido como El Halconazo. |
| 58         |            | José López Portillo       | 1 de dezembro de 1976 - 30 de novembro de 1982 | Partido Revolucionário Institucional | Promoveu uma reforma política para permitir a participação ativa de outros partidos na política nacional. Ele iniciou a exploração em larga escala de poços de petróleo no Golfo do México, alcançando um crescimento anual de 9% em 1979. Três anos depois, com a queda nos preços do petróleo, a moeda foi desvalorizada de US $ 26,88 para US $ 49,00 pesos por dólar. . No final de seus seis anos, ele decretou a nacionalização dos bancos. |
| 59         |            | Miguel de la Madrid       | 1 de dezembro de 1982 - 30 de novembro de 1988 | Partido Revolucionário Institucional | Ele chegou ao poder em um dos momentos mais complicados do país devido ao seu antecessor. Um terremoto de 8,1 graus na Escala Richter sacode a Cidade do México na quinta-feira, 19 de setembro de 1985. |
| 60         |            | Carlos Salinas de Gortari | 1 de dezembro de 1988 - 30 de novembro de 1994 | Partido Revolucionário Institucional | Ele venceu as eleições de 1988, não reconhecidas por todos os candidatos da oposição. Privatização em massa de empresas estatais. Assinatura do Acordo de Livre Comércio da América do Norte. Enfrenta o nascimento do Exército Zapatista de Libertação Nacional. |
| 61         |            | Ernesto Zedillo           | 1 de dezembro de 1994 - 30 de novembro de 2000 | Partido Revolucionário Institucional | Foi candidato substituto ao Partido Revolucionário Institucional, após o assassinato do candidato original, Luis Donaldo Colosio. Fobaproa é fundada, no sudeste do México em 22 de dezembro de 1997, o Massacre de Acteal. |

### Século XXI
| Presidente | Presidente | Presidente                  | Período                                        | Partido                              | Notas |
| ---------- | ---------- | --------------------------- | ---------------------------------------------- | ------------------------------------ | --- |
| 62         |            | Vicente Fox                 | 1 de dezembro de 2000 - 30 de novembro de 2006 | Partido de Ação Nacional             | Sua eleição significou a alternância de poder no México, após 71 anos de domínio do Partido Revolucionário Institucional e de seus partidos predecessores. Durante sua campanha, ele prometeu pegar "peixes grandes" da corrupção, mas isso não aconteceu.                                                                                      |
| 63         |            | Felipe Calderón             | 1 de dezembro de 2006 - 30 de novembro de 2012 | Partido de Ação Nacional             | Ele foi nomeado presidente após uma eleição controversa. Ele iniciou a guerra contra o narcotráfico para combater grupos criminosos no país, uma estratégia que, depois de encerrar seu mandato de seis anos, deixou 121.000 mortes relacionadas. Ele decretou a extinção de Luz e Força do Centro devido ao seu alto custo e baixo desempenho. |
| 64         |            | Enrique Peña Nieto          | 1 de dezembro de 2012 - 30 de novembro de 2018 | Partido Revolucionário Institucional | Ele adquiriu o cargo após uma eleição controversa. Durante seu governo, mais de dez reformas estruturais foram realizadas, incluindo reformas de energia e educação. Seu mandato enfrentou uma crise de credibilidade devido ao desaparecimento forçado de Ayotzinapa e várias acusações de conflito de interesses e corrupção.                 |
| 65         |            | Andrés Manuel López Obrador | 1 de dezembro de 2018 - 1 de outubro de 2024   | Movimento Regeneração Nacional       | Eleito com o maior número de votos na história do México (mais de 30 milhões de votos) para o cargo e o maior percentual em uma eleição presidencial em 36 anos (53%). Sua eleição significou a alternância de poder pela terceira vez no século atual.                                                                                         |
| 66         |            | Claudia Sheinbaum Pardo     | 1 de outubro de 2024 - atualidade              | Movimento Regeneração Nacional       | Ela é a primeira presidente mulher da história do México e da América do Norte. Além disso, assumiu o cargo em um dia diferente que seus antecessores, que não mudava desde 1920, há 104 anos. |